# Município de Ross (condado de Jefferson, Ohio)
O município de Ross (em inglês: Ross Township) é um município localizado no condado de Jefferson no estado estadounidense de Ohio. No ano de 2010 tinha uma população de 721 habitantes e uma densidade populacional de 9 pessoas por km².

## Geografia
O município de Ross encontra-se localizado nas coordenadas 40° 30′ 32″ N, 80° 48′ 53″ O. Segundo a Departamento do Censo dos Estados Unidos, o município tem uma superfície total de 80.13 km², da qual 80,01 km² correspondem a terra firme e (0,14 %) 0,11 km² é água.

## Demografia
Segundo o censo de 2010, tinha 721 pessoas residindo no município de Ross. A densidade populacional era de 9 hab./km². Dos 721 habitantes, o município de Ross estava composto pelo 98,34 % brancos, o 0,14 % eram amerindios, o 0,14 % eram asiáticos e o 1,39 % eram de uma mistura de raças. Do total da população o 0,28 % eram hispanos ou latinos de qualquer raça.